# FC Bălți
FC Bălți é um clube de futebol sediado na cidade de Bălți, na Moldávia. Fundado em 1993, disputa a Divizia Naţională (primeira divisão) do Campeonato Moldávio de Futebol.
Manda suas partidas no Stadionul Orășenesc, em Bălți, com capacidade para 5.953 torcedores.

## História
Foi fundado em 1949 como Fotbal Club Zarea Bălți e desde aí utilizou vários nomes em sua historia, que são:
- 1984-91: Zarea Bălți
- 1991-2014: Olimpia Bălți
- 2015: Zaria Bălți